# محمد سلام
محمد سلام (عربی: محمد سلام؛ زادهٔ ۵ دسامبر ۱۹۶۹) بازیکن فوتبال اهل مصر است.
از باشگاه‌هایی که در آن بازی کرده‌است می‌توان به باشگاه فوتبال المپیک مصر اشاره کرد.
وی به همراه تیم ملی فوتبال مصر در بازی‌های المپیک تابستانی ۱۹۹۲ شرکت کرده است.